# Elanus
Elanus és un gènere d'ocells de la família dels accipítrids (Accipitridae) i l'ordre dels accipitriformes.
Són uns rapinyaires de colors blanc i gris, que viuen en zones obertes. Tenen marques negres a la zona dorsal de les ales i una cua curta i quadrada. Cacen volant lentament per sobre dels caus dels petits rosegadors, altres mamífers petits, aus o insectes. De vegades, cacen surant a la manera dels xoriguers.
Les diferents espècies viuen principalment en Amèrica, Austràlia, Àfrica i Àsia tropical. Als Països Catalans només es presenta, i en nombre molt petit, l'elani comú (Elanus caeruleus).

## Llistat d'espècies
Segons la classificació del Congrés Ornitològic Internacional versió 12,2, 2022, es reconeixen 4 espècies dins aquest gènere:
- elani comú (Elanus caeruleus).
- elani australià (Elanus axillaris).
- elani cuablanc (Elanus leucurus).
- elani marcat (Elanus scriptus).

Les tres primeres eren abans considerades conespecífiques.